# Плау ам Зее
Плау ам Зее (на немски: Plau am See) е град в Мекленбург-Предна Померания, Германия, с 6116 жители (31 декември 2014). Намира се на езерото Плауер Зее и на 90 km южно от Росток и 70 km източно-югоизточно от столицата Шверин.
Около 1235 г. градът се казва, както територията, Plawe, славянското селище на рибари. От 11 януари 1994 г. градът Плау се нарича Плау ам Зее.